# 리드 다이아몬드
리드 다이아몬드(Reed Diamond, 1967년 7월 20일 ~ )는 미국의 배우이다.

## 출연 작품
- 웨이워드 파인즈 시즌2 (2016)
- 웨이워드 파인즈 (2015)
- 프랭클린 & 배쉬 시즌3  (2013)
- 프랭클린 & 배쉬 시즌2 (2012)
- 헛소동 (2012)
- 프랭클린 & 배쉬 시즌1 (2010)
- 인형의 집 (2009)
- 저니맨 (2007)
- 굿바이 초콜릿 (2007)
- 배니쉬드 (2006)
- 페이스리스 (2006)
- 버클리 (2005)
- 굿나잇 앤 굿럭 (2005)
- 스파이더맨 2 (2004)
- S.W.A.T. 특수기동대 (2003)
- 페스 투 워 (2002)
- 당신이 사랑한다면 (2001)
- 매디슨 (2001)
- 브리드 (2001)
- 저징 에이미 (1999)
- 웨스트 윙 시즌1 (1999)
- 다니엘 스틸 - 진정한 사랑 (1996)
- 시크릿 (1995)
- 윌로우성의 비밀 (1995)
- 어둠 속의 그림자 (1995)
- 어쌔신 (1995)
- 긴급 명령 (1994)
- 블라인드 스팟 (1993)
- 철갑선 매르맥크호 (1991)
- 법과 질서 (1990)